# ريد بادج
ريد بادج هو سياسي أمريكي، ولد في 7 يناير 1921 في لوغان في الولايات المتحدة، وتوفي في 7 أغسطس 1987 في سودا سبرينغ في الولايات المتحدة. نشط حزبياً في الحزب الجمهوري. وقد انتخب عضو مجلس ولاية أيداهو ‏.